# نور طاهر
نور طاهر (من مواليد 2 نوفمبر 1999)، ممثلة أردنية من أصول فلسطينية ولبنانية، اشتهرت بدور ليان مراد في مسلسل مدرسة الروابي للبنات على نتفليكس.

## حياتها
ولدت نور طاهر في 2 نوفمبر 1999 في عمان، الأردن، لأب فلسطيني وأم لبنانية. لديها أخت صغيرة هي كرم طاهر، وهي أيضا ممثلة شاركت في فيلم فرحة. نور مدربة بشكل كلاسيكي في الباليه. بدأت مسيرتها التمثيلية في سن الرابعة. تعرفت على صناعة السينما من خلال مدرسها للفنون المسرحية، والذي كان أيضًا مخرجًا في ذلك الوقت.
بدأت التمثيل في سن مبكرة عندما تم اختيارها لتلعب دورًا صغيرًا في رجم ثريا. مع السنوات التي تلت ذلك، ركزت على تعليمها قبل أن تلعب دورًا تمثيليًا آخر في فيلم 2019 إنفديل. كان أبرز دور لها في 2021 Netflix miniseries، مدرسة الروابي للبنات، والذي تم عرضه لأول مرة في 32 لغة في 190 دولة.

## حياتها الخاصة
في مارس 2022، كشفت نور عبر صفحتها على إنستغرام، عن إصابتها بالصرع الناتج عن نوبة مفاجئة. خضعت لعملية جراحية في الدماغ ودخلت المستشفى لمدة ستة أيام. وأكدت أن هذه النوبات كان من الصعب التعايش معها، فهي "ليست طبيعية، بل مؤلمة، والتعافي منها لا يأتي بشكل طبيعي". أرادت نور نشر الوعي العام حول المرض وشكرت متابعيها على دعمهم لها.

## أعمالها
- رجم ثريا (2008) (نُسبت إلى نور الطاهر)
- إطلاق النار على توماس هورندال (2008) (كان يُنسب إليه باسم نور الطاهر)
- الكافر (2019)
- مدرسة الروابي للبنات (2021)

## وصلات خارجية
- نور طاهر على موقع IMDb (الإنجليزية)
- نور طاهر على موقع قاعدة بيانات الأفلام العربية
- Watch AlRawabi School for Girls | Netflix Official Site